# Sycopsis sinensis
Sycopsis sinensis är en trollhasselart som beskrevs av Oliver. Sycopsis sinensis ingår i släktet Sycopsis och familjen trollhasselfamiljen. Inga underarter finns listade i Catalogue of Life.

## Bildgalleri

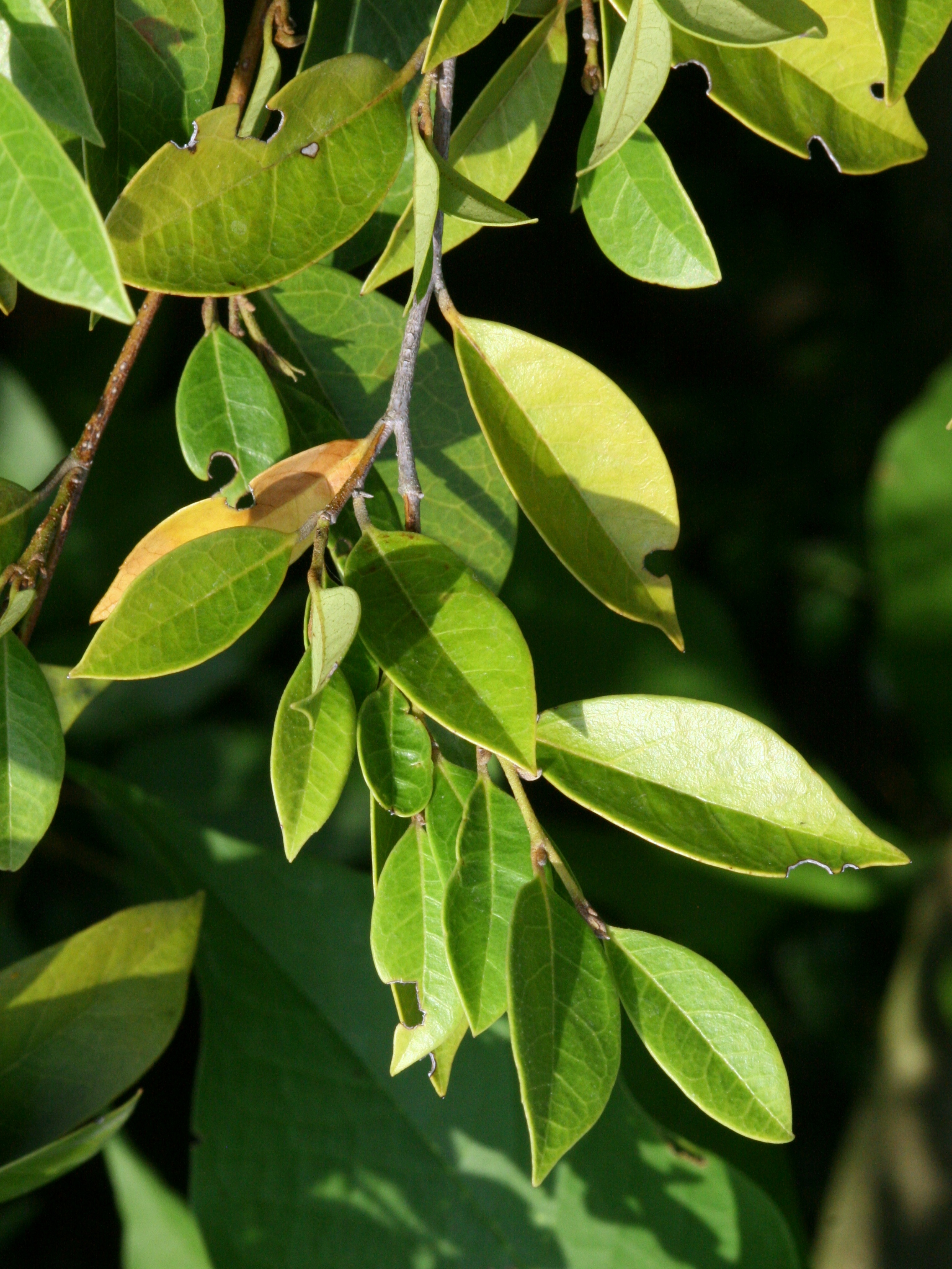
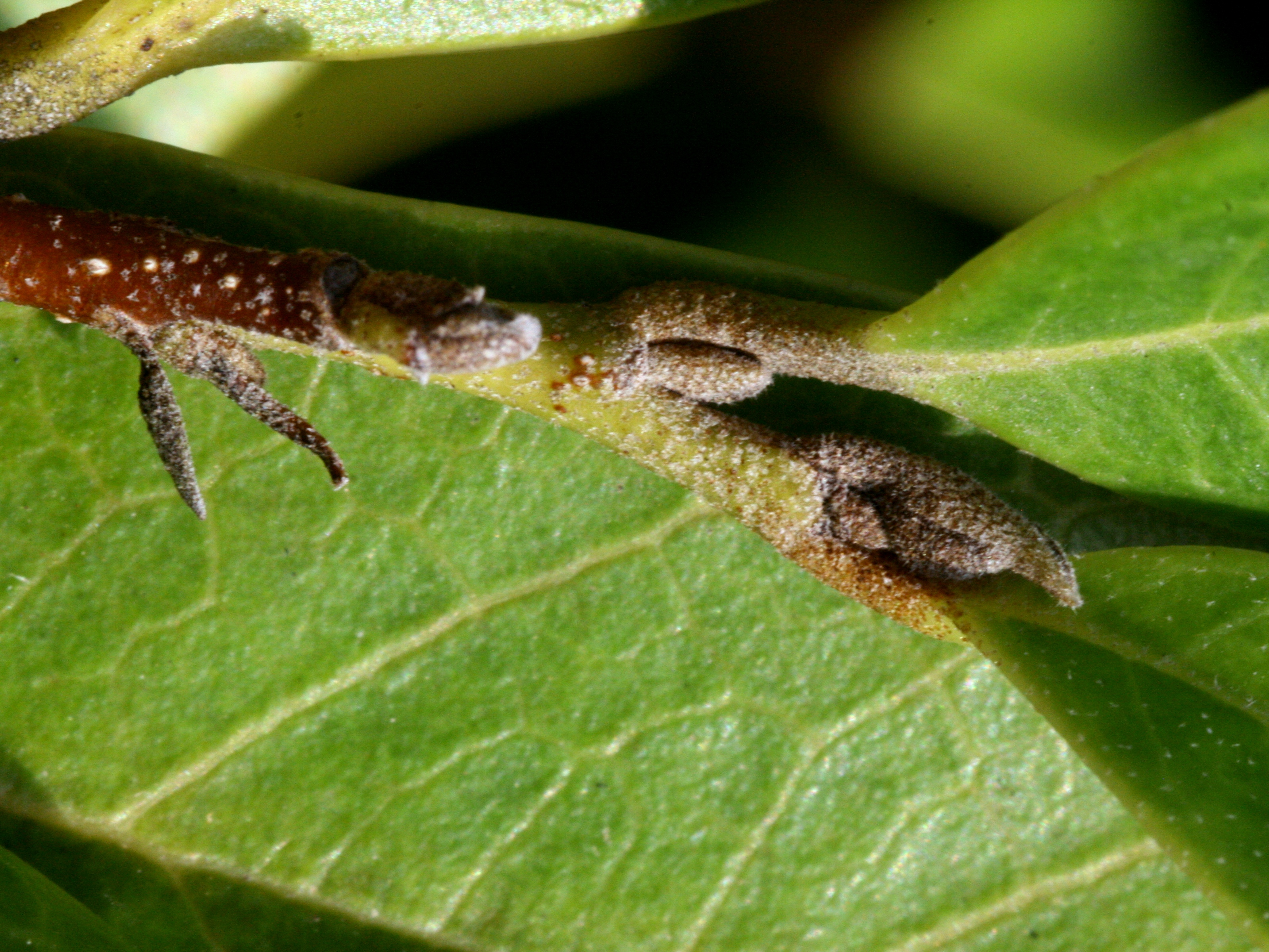
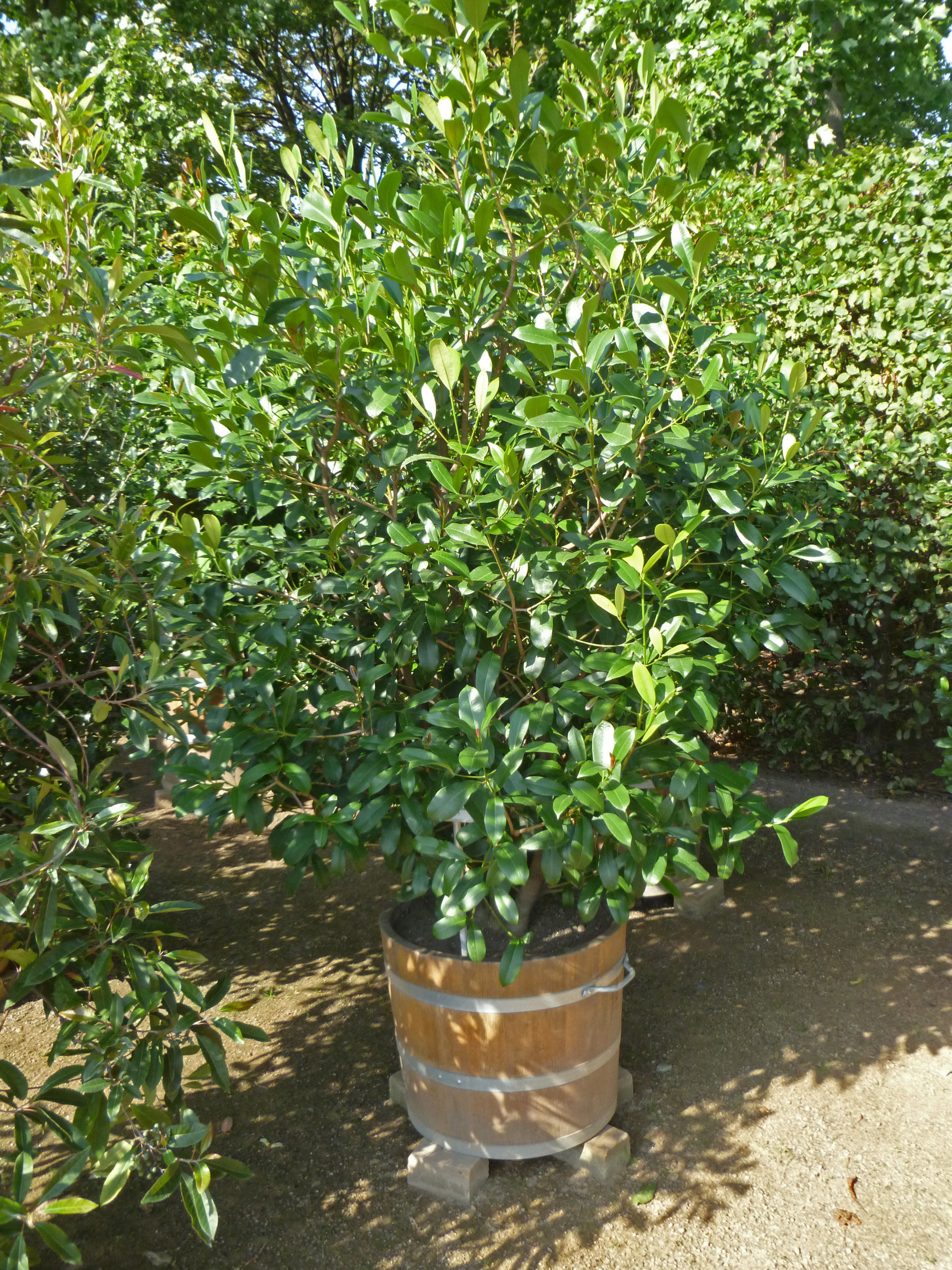
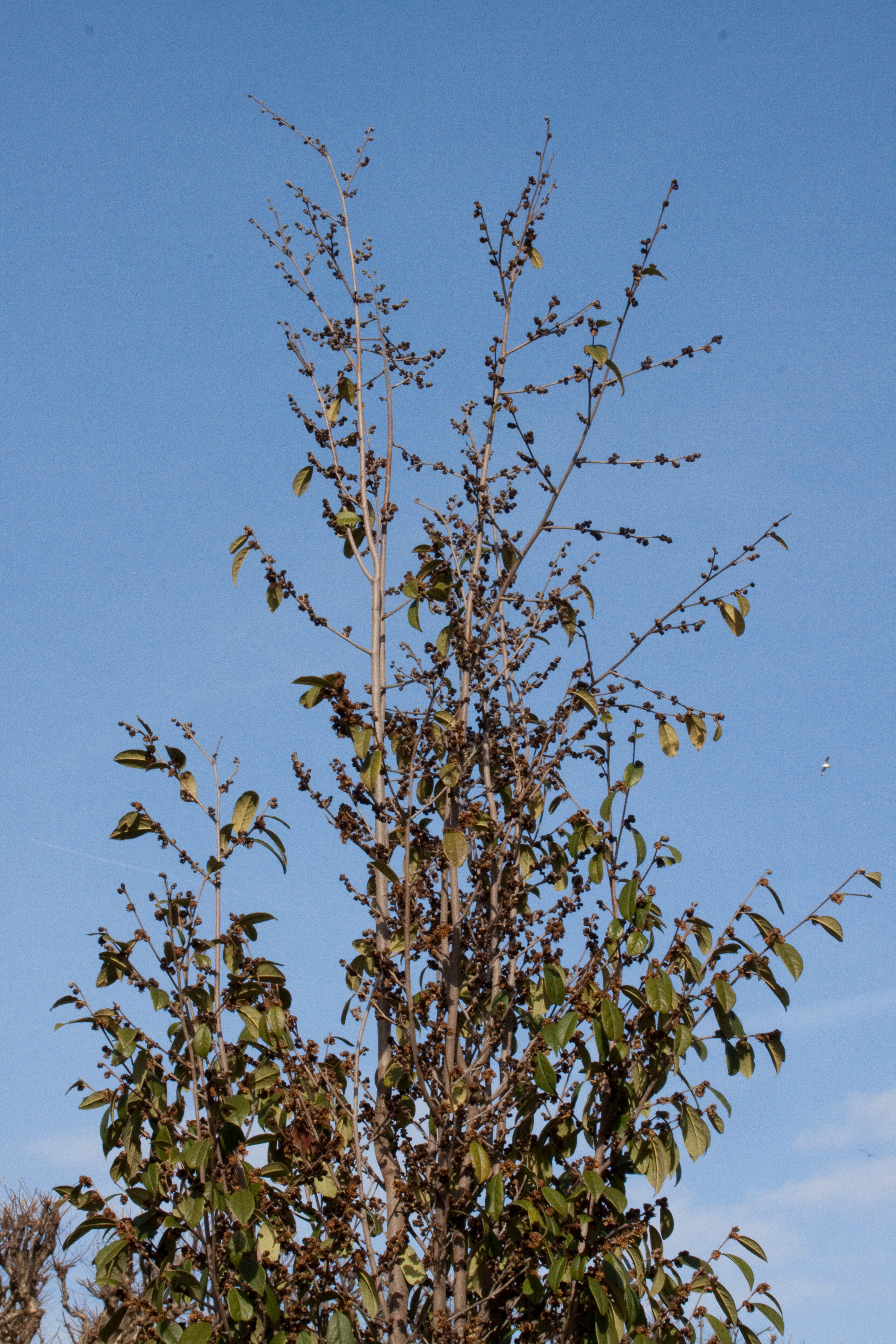
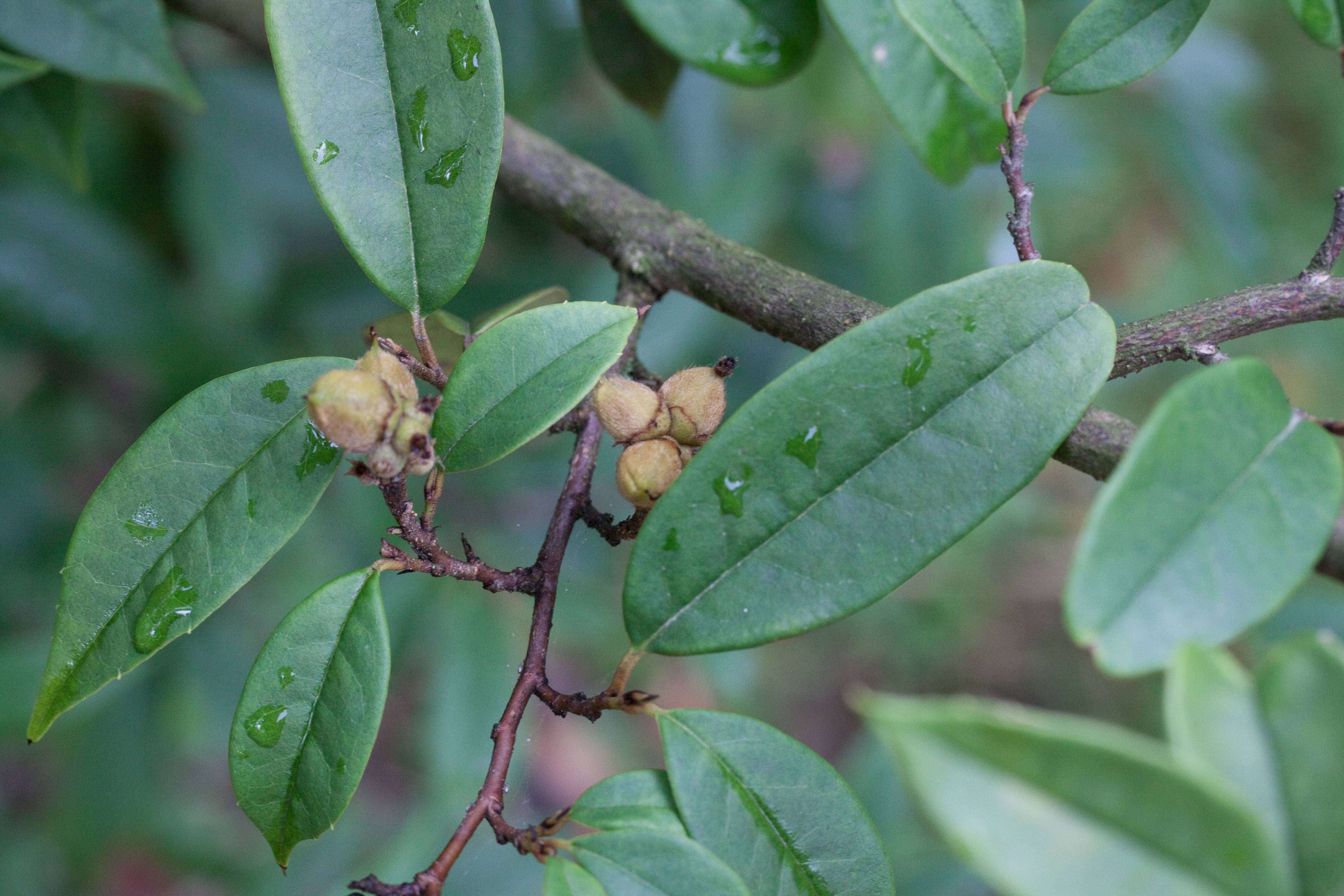
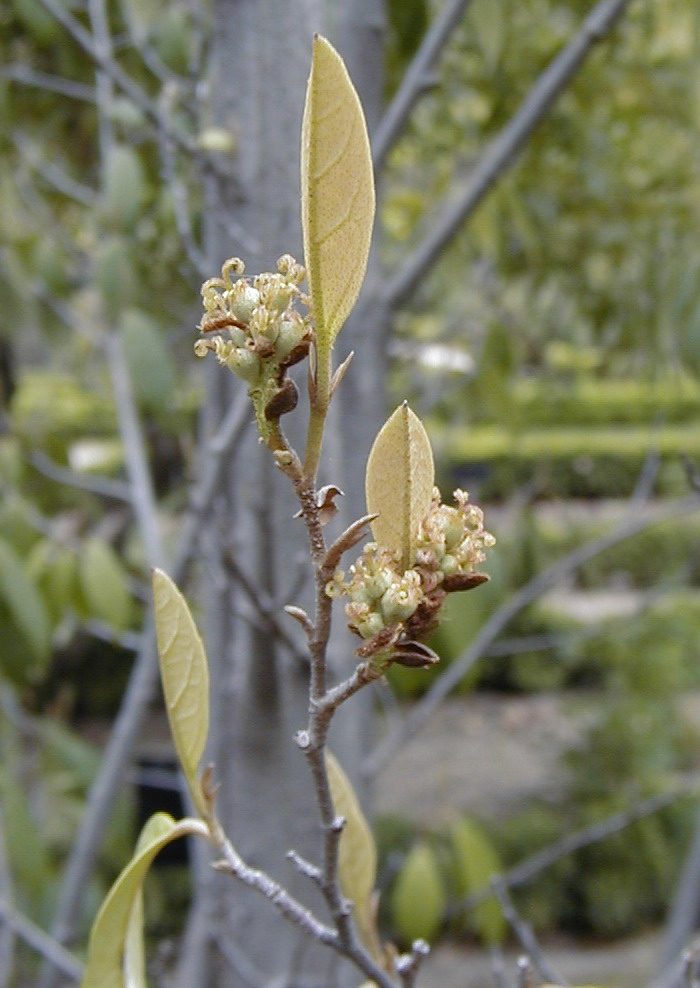